# Johann Schmitt (Kirchenmaler)

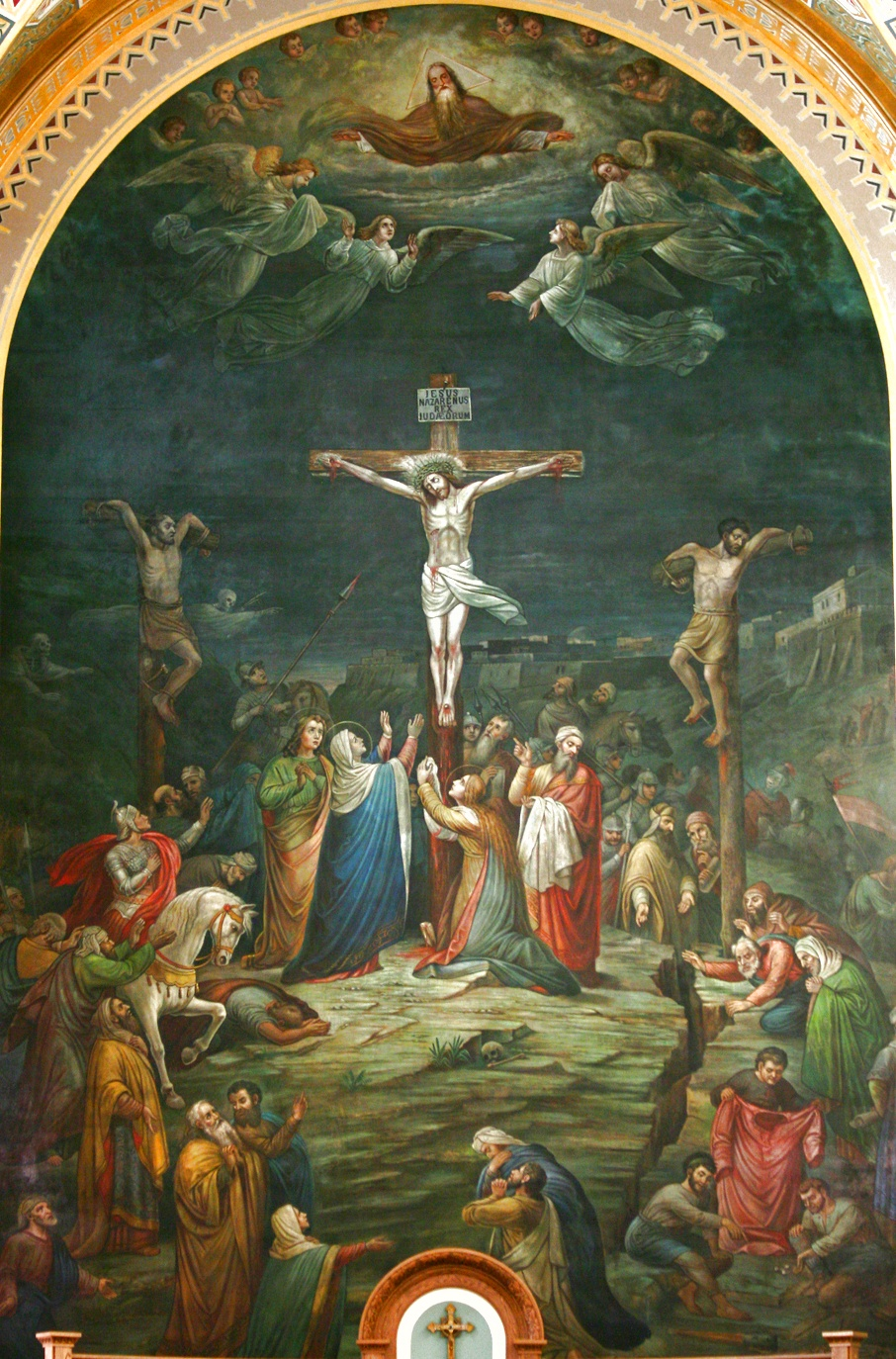
Johann Schmitt, Kreuzigung, Kathedrale von Green Bay, 1883

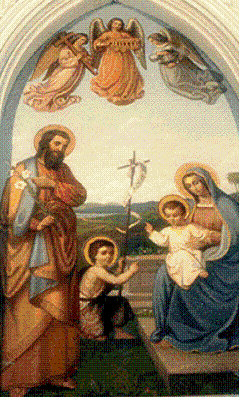
Johann Schmitt, Hl. Familie, in Oldenburg (Indiana), 1863

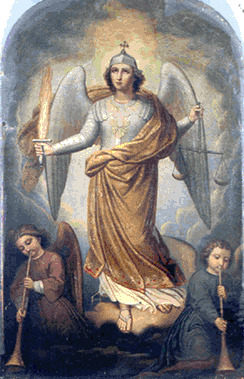
Johann Schmitt, St. Michael, Brookville, Indiana, 1869

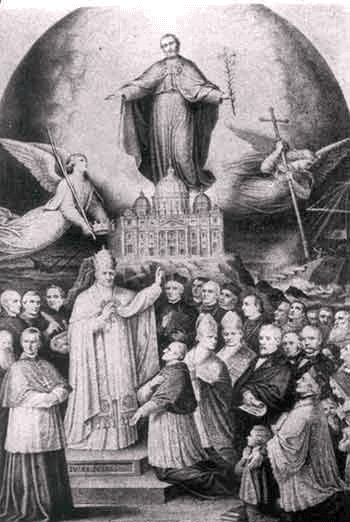
Johann Schmitt: St. Joseph, Schutzpatron der Kirche, Wandbild, 1875, St.-Josephs-Kirche, Covington (Kentucky); 1970 zerstört. Mittig Papst Pius IX.

Johann Schmitt (* 17. November 1825 in Hainstadt, Baden; † 10. Juni 1898 in Covington, Kentucky) war ein deutschstämmiger Kirchenmaler im Stil der Nazarener, der viele Kirchen im mittleren Westen der USA ausschmückte.

## Leben und Werk
Johann Schmitt aus Hainstadt in Baden erlernte in München die Malerei, ohne eine Akademie besucht zu haben, und wanderte 1848 in die USA aus, da er sich dort ein größeres berufliches Fortkommen versprach. Er hatte sich auf religiöse Wandmalerei im Stil der Nazarener spezialisiert und in Amerika wurden damals sehr viele Kirchen gebaut, die ausgeschmückt werden mussten.
Zunächst ließ sich Schmitt in New York nieder, wo er seine Frau Margarete Reichert kennenlernte, ebenfalls eine deutsche Emigrantin. Hier erhielt er einen größeren Auftrag für Wandbilder in der St. Alphons Kirche.
1862 verzog das Ehepaar in die Gegend von Cincinnati. Im nahe gelegenen Covington (Kentucky) gründete damals der bayerische Benediktiner Odilo von der Grün eine religiöse Kunstschule. Sie nannte sich „Covington Altar Building Stock Company“ oder „Institute of Catholic Art Covington“ und hatte drei Sparten: Altarbau, Malerei und Glaskunst. Bald war Johann Schmitt der Hauptmaler des Kunstinstituts. Es stattete in dieser Zeit praktisch alle neu erbauten katholischen Gotteshäuser im mittleren Westen der Vereinigten Staaten aus, wodurch Schmitt zu einem der bekanntesten Kirchenmaler des Landes wurde.

Sein berühmtestes Werk ist das riesige Hochaltar-Wandbild der Kreuzigung, das er im Auftrag des deutschstämmigen Bischofs Franz Xaver Krautbauer 1883 in der Kathedrale von Green Bay malte. Das Bild ist über 15 m hoch und in leuchtenden Ölfarben auf Verputz aufgebracht. Nach über 100 Jahren erstrahlt Schmitts Kreuzigung heute noch immer in satten Farben und beherrscht eindrucksvoll den Chorbereich der Kathedrale. 1887 berichtete der Jesuit Franz Xaver Weninger (1805–1888), der Green Bay 1886 im Auftrag des bayerischen Ludwig-Missions-Vereins besuchte, in einem Brief darüber nach Deutschland:

„Ich habe niemals so ein wunderschönes, großes Wandbild in Europa gesehen. Es wurde von Johann Schmitt aus Baden, in Ölfarben auf den Verputz gemalt, eine Methode die haltbarere Fresken ergibt als solche mit Wasserfarben. Die Figuren scheinen zu leben in ihren Bewegungen... Diese Kreuzigungsszene ist die eindrucksvollste und bewegendste die mir je begegnete.“

1895 fertigte Schmitt für die Kathedrale von Green Bay noch zwei weitere monumentale Wandgemälde, eine Ölbergsdarstellung und das Begräbnis Christi.
Johann Schmitts Frau Margarete geb. Reichert starb 1891, und der Künstler verheiratete sich später nochmals mit Elisabeth Scheper, einer Frau, die schon zweimal verwitwet war und sechs Kinder aus zwei Ehen mitbrachte. Mary Meyer, eines dieser Kinder, wurde später Benediktinerin; ihr Bruder Frank Meyer diente Schmitt als vertrauter Assistent in den letzten Jahren seines künstlerischen Schaffens.
Der Maler starb 1898 in Covington und wurde auf dem dortigen „Mother of God Cemetery“ beigesetzt. Er war ein engagierter Katholik und Mitglied im 3. Orden der Franziskaner.
Viele seiner zahlreichen Werke in amerikanischen Kirchen wurden in der 2. Hälfte des 20. Jahrhunderts vernichtet, da sie als unzeitgemäß galten. Die noch vorhandenen Bilder – fast ausnahmslos im Nazarenerstil – werden jedoch inzwischen wieder als hochrangige Kunstwerke angesehen, gepflegt und erhalten.
Johann Schmitt arbeitete oft zusammen mit dem ebenfalls in USA wirkenden Bayern Wilhelm Lamprecht, einem Schüler von Johann von Schraudolph. Er war außerdem der Lehrer des bekannten Malers Frank Duveneck.